# Кипрская государственная ярмарка
Кипрская государственная ярмарка (Cyprus State Fairs Authority, CSFA) была создана в 1968 году как полугосударственная организация, с целью запустить и содействовать ежегодным международным ярмаркам на Кипре. С тех пор она расширяется и проводит несколько ежегодных событий для стимулирования киприотской экономики.
Впервые Кипрская международная ярмарка стала крупнейшим событием в жизни острова в 1975 году. С тех пор она неуклонно растёт и в настоящее время насчитывает около 130 000 посетителей. В 2007 году CSFA объявила о решении переименовать ярмарку в Экспо-Кипр.
Главная площадка ярмарки, в силу постоянного расширения, в начале 1970-х годов переехала в пригород Никосии Македоницу, где и располагается до сих пор. Впоследствии рядом построили стадион Макарио, главная спортивная площадка страны в 80-х годах. В настоящее время ярмарка занимает площадь 30 000 м2 крытого пространства и 100 000 м2 открытых площадок. Помимо ярмарки, территория нередко используется и для других целей, таких как концерты, большие рэйв-вечеринки, и даже как станция технического обслуживания Кипрской команды на ралли Ближнего Востока. В 2006 году американское посольство на Кипре использовало два больших выставочных зала, как временное жилье для размещения тысяч  американских граждан, эвакуированных с Ближнего Востока из-за войны в Ливане. 
CSFA входит в состав Всемирной ассоциации выставочной индустрии и Международной ассоциации конгрессов и конференций.